# Kohei Maeda
Pour les articles homonymes, voir Maeda.
Kohei Maeda (前田 公平, Maeda Kōhei), né le 15 juin 1994, est un coureur cycliste japonais. Il est notamment devenu champion du Japon de cyclo-cross en 2018 et 2019.

## Palmarès en cyclo-cross
- 2014-2015
  - 2e du championnat du Japon de cyclo-cross espoirs
- 2016-2017
  - 2e du championnat du Japon de cyclo-cross
- 2017-2018
  - Starlight-cross, Chiba
  - 3e du championnat du Japon de cyclo-cross
- 2018-2019
  -  Champion du Japon de cyclo-cross
  - Rapha Supercross Nobeyama #2, Minamimaki
- 2019-2020
  -  Champion du Japon de cyclo-cross

## Palmarès en VTT

### Championnats d'Asie
- Baskinta 2012
  -  Champion d'Asie de cross-country juniors
- Danao City 2018
  -  Médaillé d'argent du relais mixte

### Championnats nationaux
- 2011
  - 2e du championnat du Japon de cross-country juniors
- 2012
  - 2e du championnat du Japon de cross-country juniors
- 2014
  - 3e du championnat du Japon de cross-country espoirs
- 2015
  - 3e du championnat du Japon de cross-country espoirs
- 2017
  - 3e du championnat du Japon de cross-country
- 2019
  - 3e du championnat du Japon de cross-country
- 2020
  - 3e du championnat du Japon de cross-country eliminator